# Theódorosz Zagorákisz
Theódorosz Zagorákisz (görög betűkkel: Θεόδωρος Ζαγοράκης; Kavála, Görögország, 1971. október 27.–) görög labdarúgó, a 2004-es Európa-bajnok görög labdarúgó-válogatott csapatkapitánya. 2014-től európai parlamenti képviselő.

## Pályafutása

### Klubcsapatokban
Pályafutását a Kavála csapatában kezdte, ahol együtt játszott Zíszisz Vrízasszal. Száztizennégy bajnoki mérkőzésen hatszor volt eredményes a klub színeiben, majd 1992-ben a PAÓK csapatához igazolt. 1997 decemberéig volt a csapat tagja, utolsó két ott töltött idényében a kapitánya is. Százötvenöt bajnokin lépett pályára a klub színeiben, legeredményesebb szezonja az 1994–1995-ös volt, amikor négy gólt szerzett a bajnokságban.
1998 januárjában az angol élvonalban szereplő Leicester City együtteséhez igazolt. Kétszer jutott csapatával a Ligakupa döntőjébe, 1999-ben csereként lépett pályára a Tottenham Hotspur ellen 1– 0-ra elveszített fináléban a Wembley Stadionban, míg egy évvel később végig a kispadon ült a Tranmere Rovers elleni 2–1-es győztes döntő alkalmával. A klub szurkolóinak egyik kedvence volt megalkuvást nem tűrő játéka miatt, egy alkalommal, az 1998–1999-es Ligakupa-sorozatban a Crystal Palace ellen pedig a kapuba is beállt, miután Pegguy Arphexad és Tim Flowers egyaránt lesérült, csapatának pedig nem maradt több cserelehetősége.
2000-ben visszatér Görögországba és az AÉK játékosa lett. Itt együtt játszott Mihálisz Kapszísszal, Vaszílisz Lákisszal és Vaszíliosz Cártasszal, akikkel 2004-ben együtt nyert Európa-bajnokságot. 2002-ben Görög Kupát nyert a csapattal az Olimbiakósz ellenében. Mikor klubja nehéz anyagi helyzetbe került, elsőként fogadta el fizetésének csökkentését.
2004. július 14-én kétéves szerződést írt alá az olasz Bolognával, akik másfél millió eurós fizetést garantáltak a számára. Az athéni klub, tekintettel szolgálataira ingyen elengedte a középpályást, akit Olaszországban a görög Roberto Baggióként mutattak be a sportsajtó munkatársai. A 2004–2005-ös szezonban alapembere volt a csapatnak, azonban miután a Bologna kiesett a másodosztályba, Zagorákisz távozott a klubtól.
Ezt követően immáron Európa-bajnokként, és a kontinenstorna legjobb játékosaként tért vissza hazájába egykori klubjához, a PAÓK-hoz, kétéves szerződést aláírva a szaloniki klubbal.

### A válogatottban
1994. szeptember 7-én mutatkozott be a görög válogatottban. 2004. november 17-én lépett pályára századik alkalommal a nemzeti csapatban. Első válogatott gólját a 101. fellépésén szerezte a 2006-os világbajnoki selejtezők során. 120 válogatottságával a görög válogatott csúcstartója volt a pályára lépéseket illetően, azonban 2012. október 12-én Jórgosz Karangúnisz megdöntötte a rekordját.
Alapembere és egyik kulcsjátékosa volt a 2004-ben Európa-bajnoki címet szerző válogatottnak és őt választották a kontinenstorna legjobb játékosának. A 2004-es FIFA év játékosa-szavazáson a 17. helyen végzett, az Aranylabda-szavazáson pedig az 5. helyen zárt.
2006. október 5-én jelentette be, hogy visszavonul a válogatott szerepléstől. Ezt követően ugyan a szövetségi kapitány külön kérésére meggondolta magát, és pályára lépett norvégok és a bosnyákok elleni Európa-bajnoki selejtezőn, de 2007. augusztus 22-én Spanyolország ellen végleg elköszönt a csapattól. Negyed órát töltött a pályán, majd Jánisz Gúmasz váltotta, miközben a szurkolók felállva skandálták a nevét.

## Játékstílusa
Zagorákiszt az UEFA.com egy interjúban harcos, kombinatív középpályásként jellemezte, jobb lábát és erős, pontos rúgásait kiemelve.

## A PAÓK elnökeként
2007. június 18-án lett a PAÓK új elnöke. Zagorákisz vállalta, hogy rendezi a pénzügyeket és új befektetőket visz a klubhoz, valamint növeli a bevételeket. Miután volt csapattársát, Zíszisz Vrízaszt is a klub elnökségi tagjává tette, megkezdte a klub pénzügyi helyzetének konszolidálását. Ez eleinte sikerült is neki, miközben a csapat a pályán is egyre jobb teljesítményt nyújtott Fernando Santos vezetésével.
2008. december 15-én bejelentette a klub új részvényeinek kibocsátását, amelyeknek értéke 22,3 millió euró volt. Fellebbezést nyújtott be a kisbefektetőkhöz és kijelentette, hogy bár valószínűtlen, hogy a teljes összeget fedezni lehet egy világméretű válsághelyzetben, abban bízott, hogy a várható tőkebeáramlás lehetővé teszi a klub számára, hogy végre maga mögött hagyja múltbeli problémáit, és a jövőbeli növekedésre összpontosítson az anyagiak terén.
2009. október 8-án meglepve a közvéleményt, bejelentette, hogy lemond tisztségéről, utódja pedig Vrízasz lett. Döntését magánjellegű problémákkal indokolta. Később meggondolta magát és 2010. január 20-án újból őt választották meg a klub elnökének. 2012 januárjában távozott végleg a klub éléről. Döntése hátterében főként a klub szurkolóinak elégedetlensége állt, akik feldühödve fogadták a portugál Vieirinha eladását.

## Politikai pályája
Visszavonulása óta politikusi pályára lépett. 2014 óta EP-képviselő. 2020 januárjában a görög miniszterelnök kizárta Zagorákiszt a konzervatív Új Demokrácia párt képviselőcsoportjából. Ezt megelőzően a képviselő nyilvánosan bírálta a görög kormányt, miután a tulajdonosi szabályok megszegése miatt kizárás fenyegette korábbi klubját, a PAÓK Szalonikit.

## Statisztika

### Klubcsapatokban
| Ország         | Ország         | Ország         | Bajnokság     | Bajnokság | Országos kupa | Országos kupa | Ligakupa      | Ligakupa | Nemzetközi kupa | Nemzetközi kupa | Összesen      | Összesen |
| Szezon         | Klub           | Bajnokság      | Pályára lépés | Gól       | Pályára lépés | Gól           | Pályára lépés | Gól      | Pályára lépés   | Gól             | Pályára lépés | Gól      |
| Görögország    | Görögország    | Görögország    | Bajnokság     | Bajnokság | Görög kupa    | Görög kupa    | Ligakupa      | Ligakupa | Nemzetközi kupa | Nemzetközi kupa | Összesen      | Összesen |
| -------------- | -------------- | -------------- | ------------- | --------- | ------------- | ------------- | ------------- | -------- | --------------- | --------------- | ------------- | -------- |
| 1988–89        | Kavála         | Beta Ethniki   | 8             | 2         | 1             | 0             | -             | -        | -               | -               | 9             | 2        |
| 1989–90        | Kavála         | Gamma Ethniki  | 38            | 2         | 2             | 0             | -             | -        | -               | -               | 40            | 2        |
| 1990–91        | Kavála         | Beta Ethniki   | 28            | 0         | 0             | 0             | -             | -        | -               | -               | 28            | 0        |
| 1991–92        | Kavála         | Beta Ethniki   | 32            | 2         | 1             | 0             | -             | -        | -               | -               | 33            | 2        |
| 1992–93        | Kavála         | Beta Ethniki   | 8             | 0         | 0             | 0             | -             | -        | -               | -               | 8             | 0        |
| 1992–93        | PAÓK           | Alpha Ethniki  | 20            | 2         | 1             | 0             | -             | -        | 0               | 0               | 21            | 2        |
| 1993–94        | PAÓK           | Alpha Ethniki  | 30            | 0         | 5             | 1             | -             | -        | -               | -               | 35            | 1        |
| 1994–95        | PAÓK           | Alpha Ethniki  | 31            | 4         | 4             | 0             | -             | -        | -               | -               | 35            | 4        |
| 1995–96        | PAÓK           | Alpha Ethniki  | 27            | 0         | 7             | 1             | -             | -        | -               | -               | 34            | 1        |
| 1996–97        | PAÓK           | Alpha Ethniki  | 32            | 2         | 3             | 0             | -             | -        | -               | -               | 35            | 2        |
| 1997–98        | PAÓK           | Alpha Ethniki  | 15            | 2         | 2             | 0             | -             | -        | 6               | 3               | 23            | 5        |
| Anglia         | Anglia         | Anglia         | Bajnokság     | Bajnokság | FA-kupa       | FA-kupa       | Ligakupa      | Ligakupa | Nemzetközi kupa | Nemzetközi kupa | Összesen      | Összesen |
| 1997–98        | Leicester City | Premier League | 14            | 1         | 0             | 0             | 0             | 0        | 0               | 0               | 14            | 1        |
| 1998–99        | Leicester City | Premier League | 19            | 1         | 2             | 0             | 5             | 0        | 0               | 0               | 26            | 1        |
| 1999–2000      | Leicester City | Premier League | 17            | 1         | 4             | 0             | 7             | 0        | 0               | 0               | 28            | 1        |
| Görögország    | Görögország    | Görögország    | Bajnokság     | Bajnokság | Görög Kupa    | Görög Kupa    | Ligakupa      | Ligakupa | Nemzetközi kupa | Nemzetközi kupa | Összesen      | Összesen |
| 2000–01        | AÉK            | Alpha Ethniki  | 23            | 1         | 5             | 0             | -             | -        | 7               | 0               | 35            | 1        |
| 2001–02        | AÉK            | Alpha Ethniki  | 26            | 3         | 9             | 1             | -             | -        | 10              | 4               | 45            | 8        |
| 2002–03        | AÉK            | Alpha Ethniki  | 25            | 0         | 7             | 1             | -             | -        | 11              | 1               | 43            | 2        |
| 2003–04        | AÉK            | Alpha Ethniki  | 27            | 0         | 5             | 0             | -             | -        | 8               | 0               | 40            | 0        |
| Olaszország    | Olaszország    | Olaszország    | Bajnokság     | Bajnokság | Olasz Kupa    | Olasz Kupa    | Ligakupa      | Ligakupa | Nemzetközi kupa | Nemzetközi kupa | Összesen      | Összesen |
| 2004–05        | Bologna        | Serie A        | 32            | 0         | 2             | 0             | -             | -        | -               | -               | 34            | 0        |
| Görögország    | Görögország    | Görögország    | Bajnokság     | Bajnokság | Görög Kupa    | Görög Kupa    | Ligakupa      | Ligakupa | Nemzetközi kupa | Nemzetközi kupa | Összesen      | Összesen |
| 2005–06        | PAÓK           | Alpha Ethniki  | 22            | 0         | 0             | 0             | -             | -        | 5               | 0               | 27            | 0        |
| 2006–07        | PAÓK           | Superleague    | 23            | 0         | 4             | 0             | -             | -        | -               | -               | 27            | 0        |
| Összesen       | Görögország    | Görögország    | 415           | 20        | 56            | 4             | -             | -        | 47              | 8               | 518           | 32       |
| Összesen       | Anglia         | Anglia         | 50            | 3         | 6             | 0             | 13            | 0        | 0               | 0               | 69            | 3        |
| Összesen       | Olaszország    | Olaszország    | 32            | 0         | 2             | 0             | -             | -        | 0               | 0               | 34            | 0        |
| Karrier összes | Karrier összes | Karrier összes | 497           | 23        | 64            | 4             | 13            | 0        | 47              | 8               | 621           | 35       |

### A válogatottban
| Görögország | Görögország   | Görögország |
| Év          | Pályára lépés | Gól         |
| ----------- | ------------- | ----------- |
| 1994        | 4             | 0           |
| 1995        | 11            | 0           |
| 1996        | 9             | 0           |
| 1997        | 9             | 0           |
| 1998        | 4             | 0           |
| 1999        | 13            | 0           |
| 2000        | 5             | 0           |
| 2001        | 9             | 0           |
| 2002        | 10            | 0           |
| 2003        | 10            | 0           |
| 2004        | 16            | 0           |
| 2005        | 11            | 1           |
| 2006        | 8             | 2           |
| 2007        | 1             | 0           |
| Összesen    | 120           | 3           |

## Sikerei, díjai
Leicester City
- Football League Cup győztes: 2000

AEK Athén
- Görög kupa győztes: 2000

Görögország
- Labdarúgó-Európa-bajnokság győztes: 2004

Egyéni
- Labdarúgó-Európa-bajnokság All-Star csapat: 2004
- Labdarúgó-Európa-bajnokság Az Eb legjobb játékosa: 2004